# Hans-Georg Tersling

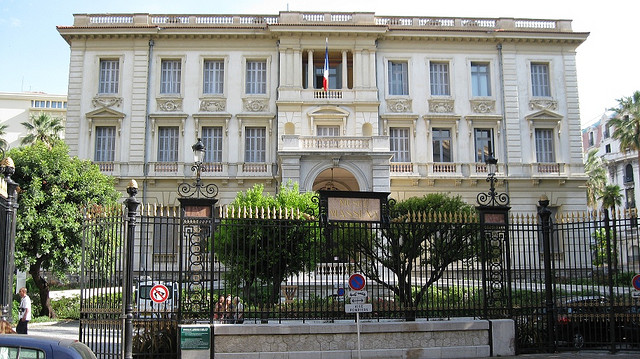
Villa Masséna

Hans-Georg Tersling (7. prosince 1857, Karlebo – 13. listopadu 1920 Menton) byl dánský architekt.

## Život
Studoval na Královské akademii v Kodani, kterou zakončil v roce 1879. Byl jedním z významných architektů na středomořské Riviéře v letech 1890–1914. Pracoval pro císařovnu Eugénii i Sisi.
Jeho styl vycházel z neoklasicismu s prvky italské renesance.

## Dílo
- 1888 – Hotel Métropole, Monte Carlo
- 1890 – Grandhotel na cap Martin
- 1892 – Villa Cyrnos, Cynthia, a White na cap Martin
- 1893 – Villa Aréthuse-Trianon na cap Martin
- 1895 – Villa Hermitage-Malet na Cap-d’Ail
- 1896 – Palác Carnolès, Menton
- 1898 – Hotel Bristol, Beaulieu-sur-mer
- 1899 – Villa Masséna, Nice
- 1900 – Hotel v Sospelu a ruský kostel v Mentonu
- 1900 – Villa La loggia, Villefranche-sur-Mer
- 1904 – Villa Lairolle, Nice
- 1905 – Hotel Heriot, Paříž
- 1906 – Palác Viale, Menton
- 1908 – Palác Europe, Menton
- 1911 – spolupráce na kostele Sacré-Cœur, Menton
- 1913 – Hotel Impérial, Menton